# Maďaři
Maďaři (maďarsky magyarok, vysl. [maďarok]; dříve Uhři) jsou od roku 896 státotvorným národem žíjícím ve střední Evropě, který je zároveň nejpočetnějším skupinou patřící k ugrofinským národům. Hovoří maďarštinou, jazykem náležícím spolu s estonštinou a finštinou k uralské jazykové rodině (s níž však nemají společní původ a nepatří do rodiny indoevropských jazyků).

## Historie
Do Evropy přišli Maďaři pod vedením vůdce Arpáda v roce 895 a usadili se v Uherských nížinách v Panonské pánvi, kde roku 1000 založil Štěpán I. Uherský samostatný stát Uherské království, které bylo od počátku multinárodní (žili zde např. Chorvati, Kumáni a Jasové (od 13. století), Srbové, Němci (od 12. století) Polovci, Slováci, Avaři). V rumunské Transylvánii sídlili pomaďarštění Sikulové, kteří byli pověřeni ostrahou uherských hranic.
Uhersko se až do roku 1918 rozkládalo na dnešním území:
- Maďarska
- Slovenska (viz Maďarská menšina na Slovensku)
- rakouské spolkové země Burgenland
- ukrajinské Zakarpatské oblasti
- chorvatské Slavonie a Baranji
- slovinské oblasti Zámuří
- srbské Vojvodiny
- Rumunska (především Sedmihradska, viz Sikulsko)
- Polska

## Původ
Podle většinového názoru odborníků se ugrofinské národy usadily mezi 6. a 4. tisíciletím př. n. l. v okolí Uralu, především na jeho východní straně, a řeky Ob. Archeologické nálezy v této oblasti naznačují, že Uralci ve 4. tisíciletí žili převážně na východních svazích centrální a jižní části tohoto horského masivu. Jednotlivé skupiny se mezi lety 4000 a 3000 př. n. l. vydávaly východním a západním směrem. Ugrická větev ugrofinské jazykové rodiny zahrnuje vedle maďarštiny i jazyky dvou ugrofinských národů: Chantů (Ostjaků) a Mansijců (Wogulů).
Přibližně v roce 896, Maďaři, pravděpodobně pod vedením Arpáda, překročili Karpaty a dostali se až do Panonské pánve. Maďarský vpád do Evropy v 9. a 10. století znamenal století neutichajících bojů a invazí ve státech střední a západní Evropy, které Maďaři opakovaně zpustošili. O maďarském tažení na území panonských Slovanů říkají Fuldské letopisy: „Avaři, kteří si říkají Maďaři, se dostali přes Dunaj a napáchali jen samá zvěrstva. Vraždili muže, staré ženy a chytali mladé dívky, které odvlekli jako dobytek, a proměnili celou Panonii v poušť.“

## Původ jména
Pojmenování magyar – znamenající maďarský, maďarština nebo Maďar – podle středověké legendy pochází od praotce Magora, bratra Hunora, praotce Hunů. Odkaz na příbuzenství s Huny, kteří ovládli podkarpatskou oblast v 5. století, měl opodstatnit historický nárok Maďarů na vládu nad tímto územím.
Podle lingvistů předci dnešních Maďarů takto sami sebe označovali jako ty, kteří mluví. Magyar v sobě obsahuje ugrofinské mon (mluvit, maď. mond) a er (muž). Toto označení pak v různých podobách přešlo i do některých jiných jazyků, včetně češtiny. Většina evropských jazyků však převzala jméno z označení ungri (latinsky Hungari). Předci Maďarů, žijící na dolním Donu, se v 6. století přidali ke kmenovému svazu Onogurů (znamená deset národů) a stali se součástí turkické říše. V nejstarších západních písemných záznamech jsou obyvatelé této říše zmiňováni jako turci nebo ungri (podle Onogurů). První písemná zpráva, v níž se označení ungri prokazatelně vztahuje k Maďarům, pochází z roku 834 z Byzance.
Čeština rozlišuje označení maďarský a Maďarsko na jedné straně a uherský a Uhersko (z latinského hungaricus a Hungaria) na straně druhé. První se vztahuje k etniku hovořícímu maďarsky a státnímu útvaru, který vznikl v roce 1918 po rozpadu mnohonárodnostního Uherského království. Pojem uherský se tedy používá především v historickém kontextu, neboť se vztahuje k zaniklému státnímu útvaru. Podobné významové rozlišení má pouze slovenština, slovinština, chorvatština a srbština. Maďarština (a ani angličtina, francouzština, němčina, polština či ruština) tyto významy nerozlišuje. Magyar znamená jak maďarský, tak uherský. Stejně tak Magyarország označuje současné Maďarsko i historické Uhersko. Jedno označení pro oba významy má také většina evropských i dalších jazyků.

## Geny
Testy haploskupin chromozómu Y lidské DNA prokázaly, že asi 29,5 % mužské populace Maďarů je nositelem haploskupiny R1a, která je hojná mezi Slovany. 18,5 % maďarských mužů je nositelem haploskupiny R1b, rozšířené hlavně na západě Evropy. Haploskupinu N1c1, jež se četně nachází mezi ugrofinskými národy, najdeme u zhruba 0,5 % mužské populace Maďarska. Mongoloidní (tj. východoeuroasijské) genetické znaky tvoří u dnešních Maďarů jen 5 % resp. 1,7 %, přičemž zbylá procenta jsou shodná s ostatním evropským obyvatelstvem.

## Počet
Počet Maďarů se stanovuje na 14,5 miliónů, ale v Maďarsku samotném jich žije pouze 9,9 miliónů. Čtvrtina všech Maďarů žije v okolních státech, kde na četných územích tvoří většinu obyvatel. Zbytek (zhruba pětina z celkového počtu) žije na území západní Evropy, v USA a jinde ve světě.

### Maďaři na Slovensku
Na území Slovenska žije podle sčítání obyvatelstva z roku 2011 8,5 % obyvatel maďarské národnosti. Žijí převážně v jižní oblasti země u hranic s Maďarskem. Nejvíce Maďarů žije v okresech Dunajská Streda (cca 83 %) a Komárno (cca 64 %). Město Komárno je i kulturním centrem maďarské menšiny na území Slovenska. Sídlí tu maďarské divadlo a maďarská univerzita. Spousta Maďarů žije i v jižních částech okresů Nové Zámky (hl. Štúrovo), Levice, Galanta, Šaľa, Rimavská Sobota, Lučenec, Veľký Krtíš, Revúca, Rožňava, Košice-okolí a Trebišov. Velmi malé skupiny Maďarů žiji i v Košicích (4 750 obyvatel z celkového počtu cca 240 000), Bratislavě a v okolí Nitry. Maďaři na Slovensku jsou převážně katolíci (asi dvě třetiny), zbytek převážně kalvinisté. Malé skupiny tvoří i řeckokatolíci a evangelíci (luteráni).
Slovenští Maďaři mají vlastní politické strany (Strana maďarskej komunity – Magyar Közösség Pártja a MOST-HÍD), periodika, divadla, média atd. (např. Új Szó).

### Maďaři v Rumunsku
Západní části Rumunska byly kdysi součástí Uherska. Jde zejména o Sedmihradsko a část Banátu. Právě v těchto oblastech žije nejpočetnější maďarská menšina v Evropě.
Většina Maďarů v Rumunsku jsou převážně římští katolíci (okolo 50 %), ale početně jsou zastoupeni i příslušníci reformované církve (kolem 37 %). Zbytek tvoří luteráni a řečtí katolíci, případně pravoslavní a příslušníci menších protestantských církví (baptisté, dále unitáři apod.).
Nejvíce Maďarů žije na území žup Harghita (až 84,6 %), Covasna (až 75,2 %) a Mureș (okolo 44,1 %) ve středním Sedmihradsku. Mnoho Maďarů žije i v župách Bihor, Temešvár, Kluž, Satu Mare. Kulturním centrem Maďarů je na rumunském území Kluž (Cluj).
Maďary lze v Rumunsku rozdělit na tři skupiny:
- Sikulové (Székelyek) v Sedmihradsku
- Csángó (Csángók) – v Moldavsku
- ostatní: žijí zejména při hranicích s Maďarskem v župách Satu Mare, Bihar, Arad a Timešvár. Jsou převážně reformování (kalvinisté), částečně i římští katolíci, hl. v župách Timešvár a Arad. Žijí i v župě Maramureš na severozápadě Rumunska.

### Maďaři na Ukrajině
Maďaři na Ukrajině tvoří kompaktní osídlení v Zakarpatské oblasti u hranic s Maďarskem, která byla v minulosti součástí Uherského království. Podle sčítání lidu v roce 2001 žilo na území Ukrajiny 156 600 Maďarů.

## Významní Maďaři

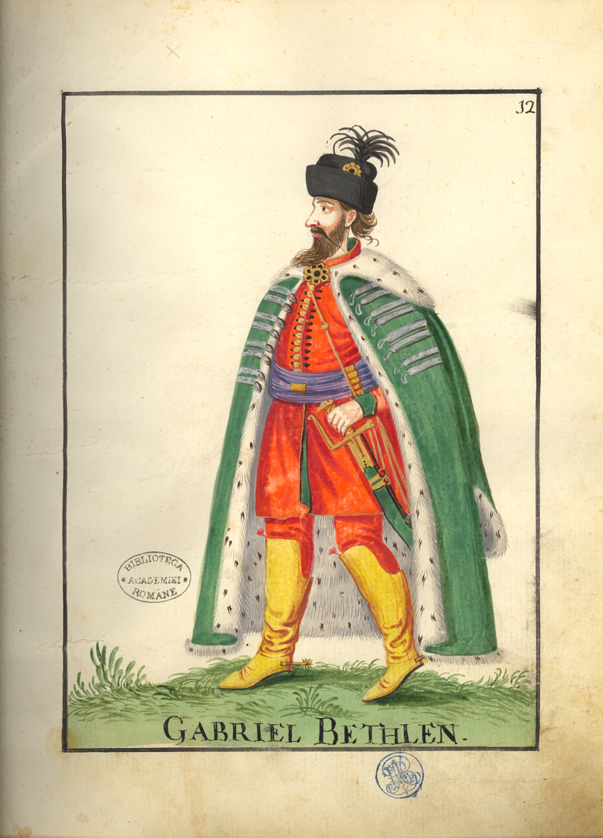
Gabriel Betlen, kníže Sedmihradska a jeden z vůdců protihabsburského povstání

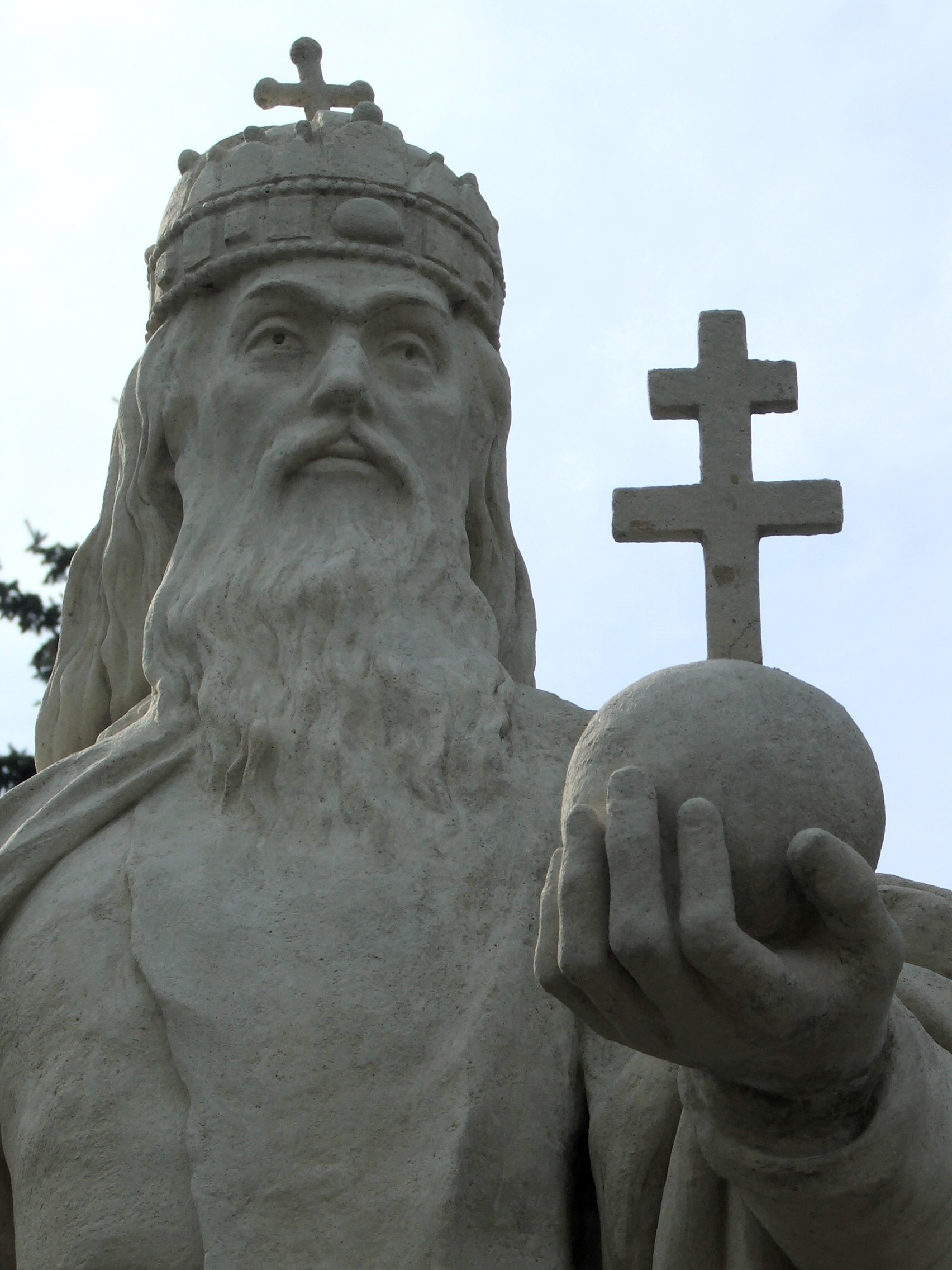
Štěpán I. Uherský

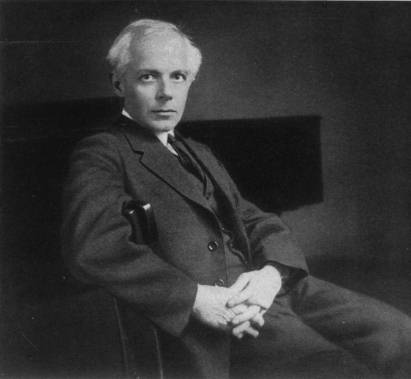
Béla Bartók

Z Maďarska pocházela řada vědeckých osobností, většina byli maďarští Židé, například vynálezce holografie a nositel Nobelovy ceny za fyziku Dennis Gabor. Známým fyzikem byl též Loránd Eötvös. Leó Szilárd byl jednou z klíčových postav Projektu Manhattan, stejně jako Edward Teller a John von Neumann, rodáci z Budapešti. Tam se narodil i nositel Nobelovy ceny za fyziku z roku 1963 Eugene Paul Wigner či odborník na aerodynamiku Theodore von Kármán.
Silná byla vždy maďarská matematická škola, k nejznámějším matematikům patří János Bolyai, George Pólya, Farkas Bolyai, Rudolf Emil Kálmán, Peter Lax, Pál Erdős, Frigyes Riesz, László Lovász či tvůrce programovacího jazyka BASIC John George Kemeny.
Nobelovu cenu za chemii získali Richard Adolf Zsigmondy, George de Hevesy a George A. Olah, za fyziologii objevitel vitamínu C Albert Szent-Györgyi, Robert Bárány a Georg von Békésy. K osobnostem patří vynálezce hlavolamů Ernő Rubik, vynálezce kuličkového pera László Bíró či porodník Ignác Filip Semmelweis. V Maďarsku se narodil i izraelský nositel Nobelovy ceny za chemii Avram Herško.
V sociálních vědách se prosadil marxistický filozof György Lukács či filozof vědy Imre Lakatos. Také sociolog Karl Mannheim se narodil v Budapešti. Karl Polanyi napsal dílo Velká transformace, výklad vzniku kapitalismu. Jeho bratr Michael Polanyi proslul kritikou pozitivismu. Představiteli psychoanalýzy byli Melanie Kleinová a Sándor Ferenczi. Myslitelem a kritikem komunismu byl Arthur Koestler. Věhlas získal též filolog a orientalista Sándor Kőrösi Csoma. Také britský archeolog Aurel Stein se narodil v Maďarsku.
Maďaři jsou hrdí i na svou hudební tradici. Skladatelé Franz Liszt a Béla Bartók jsou uznávanými klasiky vážné hudby. V tomto žánru dosáhli uznání i Zoltán Kodály, Ernő Dohnányi, Ferenc Erkel, György Kurtág, Miklós Rózsa či György Ligeti. Králem světové operety se stal Franz Lehár. Mezi interprety vynikli houslisté Joseph Joachim a Leopold Auer. Mezi dirigenty Georg Solti, Arthur Nikisch, George Szell a Eugene Ormandy.
Ve výtvarném umění lze jmenovat malíře a člena Bauhausu László Moholy-Nagye, představitele hyperrealismu Istvána Sándorfiho a představitele op-artu Victora Vasarelyho. Podobně proslulí jsou fotografové André Kertész, Robert Capa a Brassaï (původním jménem Gyula Halász). Představitelem modernismu v architektuře je Marcel Breuer.
Spisovatel Imre Kertész získal roku 2002 Nobelovu cenu za literaturu. Roli národního básníka sehrává Sándor Petőfi. Hranici rodné země překročil též věhlas autorů jako Mikuláš Zrinský, Endre Ady, Attila József, Mihály Babits, János Arany, Mihály Vörösmarty, Géza Gárdonyi, Mór Jókai, Sándor Márai, Ferenc Molnár, Péter Esterházy, Valentín Balaša, Dezső Kosztolányi, George Tabori či Magda Szabóová. Z žijících autorů lze jmenovat Pétera Nádase. V oblasti populární literatury se prosadila autorka série o detektivovi Červeném bedrníkovi Emmuska Orczy. V Maďarsku se narodila rovněž švýcarská spisovatelka Agota Kristofová, tvůrce populárního Bambiho spisovatel Felix Salten či humorista Ephraim Kishon.
Nejúspěšnějšími maďarskými filmovými režiséry jsou István Szabó, Miklós Jancsó a Béla Tarr. Michael Curtiz se prosadil v Hollywoodu, natočil kupříkladu romantickou klasiku Casablanca. Alexander Korda byl zakladatelem britského filmového průmyslu. Z herců se v Hollywoodu prosadili Peter Lorre, Paul Lukas či herečka a skandalistka Zsa Zsa Gaborová. Hvězdou hororových filmů se stal Béla Lugosi. Ilona Staller známá jako Cicciolina byla jednou z prvních pornohvězd. Harry Houdini patří k symbolům kouzelnické profese. V modelingu se prosadila Barbara Palvinová.
Investor a filantrop George Soros pochází rovněž z Maďarska. Andrew Grove (rodným jménem András István Gróf) byl významnou postavou Silicon Valley, která se podílela na vzestupu firem Intel a Apple, Charles Simonyi zase Microsoftu.
Maďaři ctí i řadu politických osobností. Hrdiny revoluce z roku 1848 byli Lajos Kossuth a István Széchenyi, té z roku 1956 Imre Nagy. Podobnou roli jako v Česku Karel IV. sehrává v Maďarsku Štěpán I. Svatý. Legendami je opředen život hraběnky Alžběty Báthoryové.
Tibor Sekelj se proslavil jako cestovatel, světoobčan a esperantista. Bertalan Farkas byl prvním maďarským kosmonautem. Maďarským rodákem je též americký tiskový magnát Joseph Pulitzer či zakladatel sionismu Theodor Herzl.
Ve sportu se Maďaři prosazují například v plavání. Pět olympijských medailí má plavkyně Krisztina Egerszegiová, čtyři plavec Tamás Darnyi. Už vůbec první plaveckou medaili na olympijských hrách ostatně získal Maďar: Alfréd Hajós.
Proslulá je rovněž maďarská šermířská škola: Aladár Gerevich má sedm zlatých medailí z olympiád, Pál Kovács šest. Gymnastka Ágnes Keletiová pět, boxer László Papp tři. Mistrem světa v závodech silničních motocyklů se stal Gábor Talmácsi.
V 50. letech 20. století měli Maďaři silnou generaci fotbalistů. Jejich národní tým nebyl tehdy poražen 4 roky. Jeho páteř tvořili Ferenc Puskás, Sándor Kocsis, Zoltán Czibor, Gyula Grosics, Nándor Hidegkuti či József Bozsik.
Známí jsou i někteří maďarští šachisté, zejména Péter Lékó, Arpad Elo, Andor Lilienthal a Judit Polgárová.

### Další osobnosti
- Arpád
- Béla IV.
- János Hunyadi
- Matyáš Korvín
- František II. Rákóczi
- Helena Zrínská
- Jiří Dóža
- Lajos Batthyány
- Ferenc Deák
- Lujza Blaha
- svatá Alžběta Uherská

### 2000 magyar
V roce 1999 proběhla v Maďarsku anketa 2000 magyar (obdoba soutěže Největší Čech v ČR), hlasovalo se ve dvou kategoriích – historické (již zemřelí) a současné (žijící).
| Historická kategorie: 1. Štěpán I. Uherský 2. István Széchenyi 3. János Kádár 4. Arpád 5. Matyáš Korvín 6. Ignác Semmelweis 7. Albert Szent-Györgyi 8. Endre Ady 9. János Arany 10. Lajos Kossuth 11. János Neumann 12. Sándor Petőfi 13. Attila József 14. Ferenc Deák 15. János Hunyadi 16. Béla Bartók 17. István Dobó 18. František II. Rákóczi 19. Ferenc Erkel 20. Zoltán Kodály | Současná kategorie: 1. Árpád Göncz 2. Gyula Horn 3. Krisztina Egerszegiová 4. Ede Teller 5. József Béres 6. Géza Hofi 7. István Kovács 8. Imre Makovecz 9. András Balczó 10. György Soros 11. Miklós Németh 12. Ferenc Puskás 13. Bertalan Farkas 14. Endre Czeizel 15. Imre Sinkovits 16. Ernő Rubik 17. Ferenc Zenthe 18. Tamás Vitray 19. László Papp 20. Nándor Fa |

## Galerie

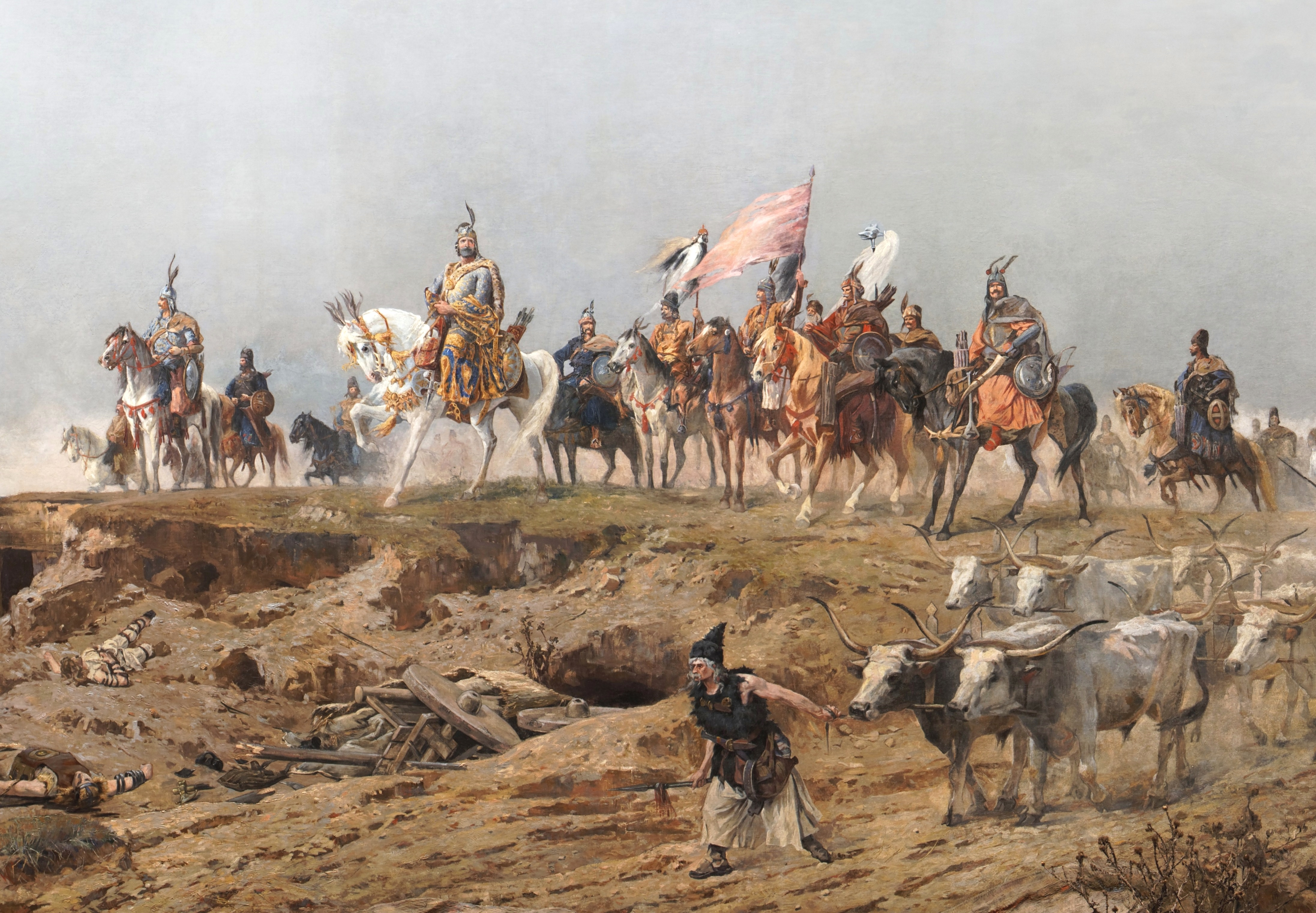
Arpád překračující Karpaty
Migrace Maďarů z jejich pravlasti od 12. století př. Kr.
Území obývané Maďary na počátku 9. století
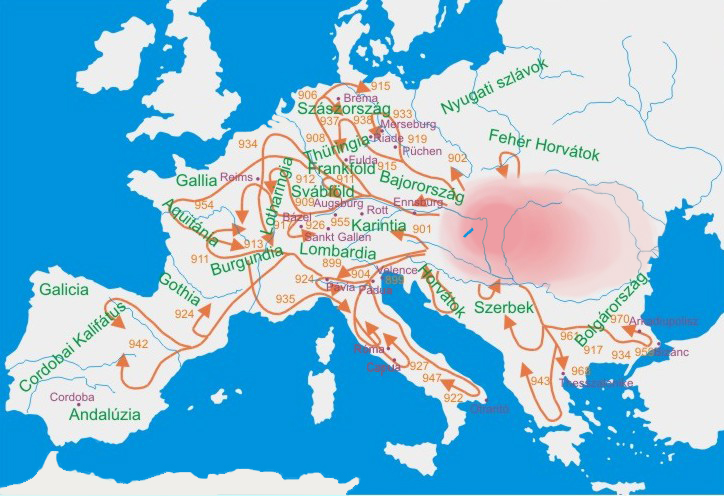
Nájezdy Maďarů do Evropy v 10. století
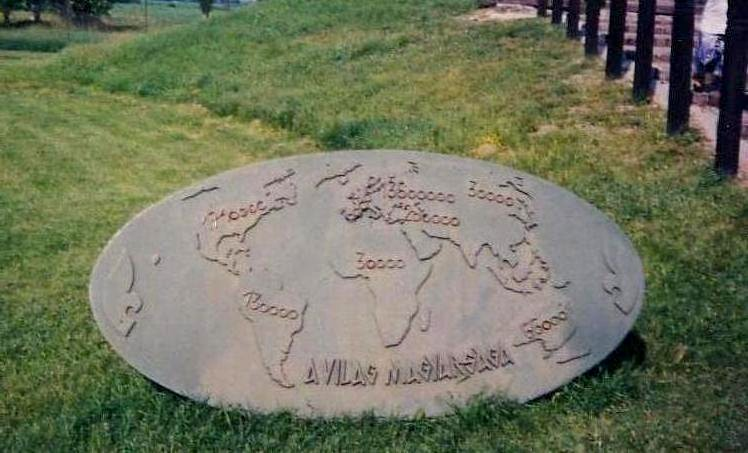
Rozšíření maďarské populace po světě (reliéf v obci Ópusztaszer)
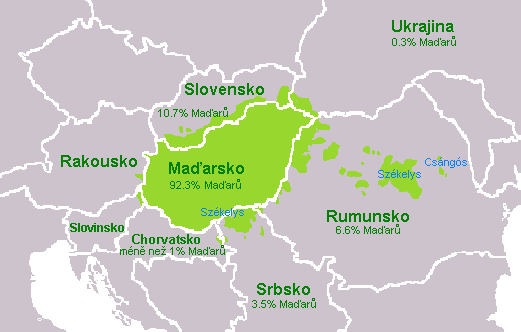
Rozšíření maďarštiny
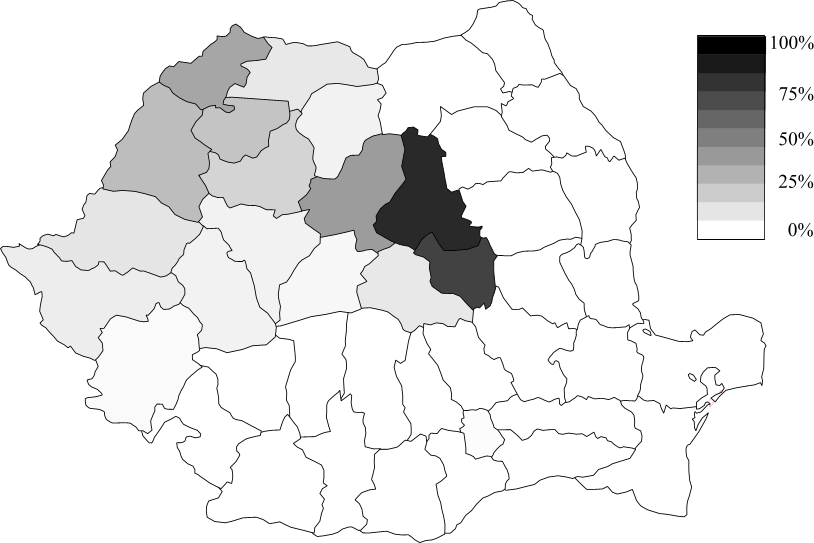
Maďaři v Rumunsku
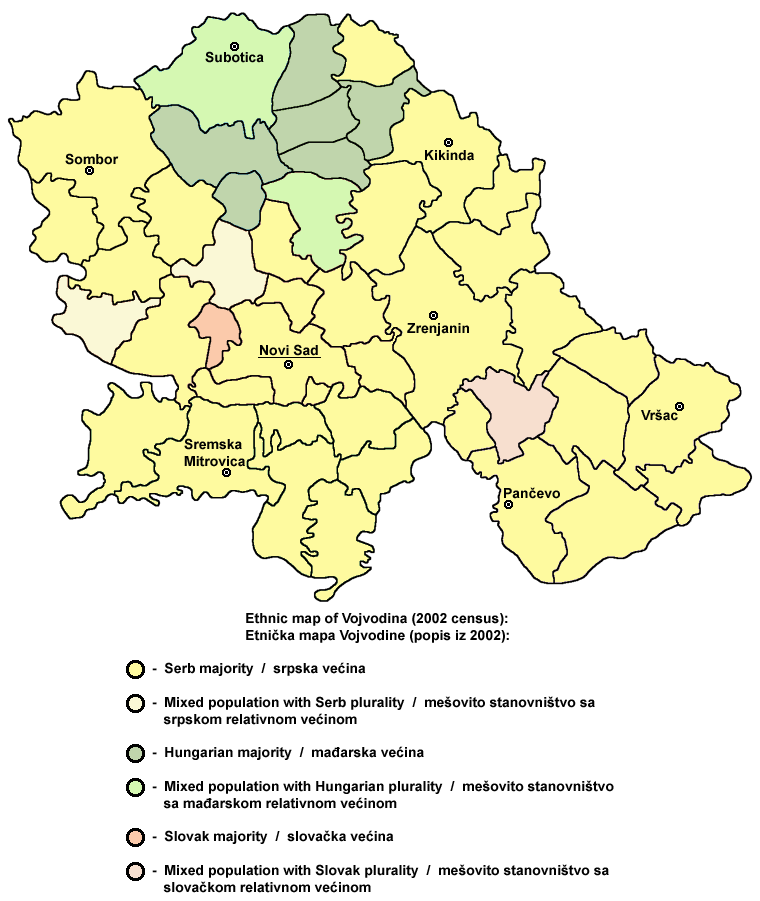
Maďaři ve Vojvodině
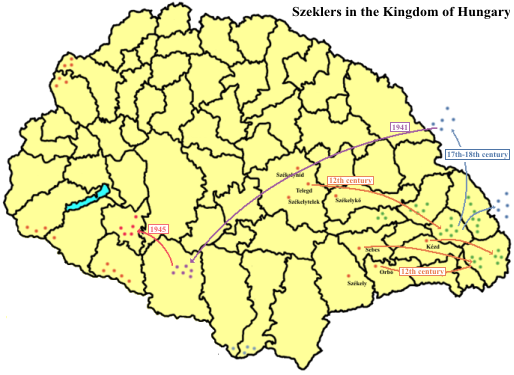
Migrace maďarského etnika Sikulů
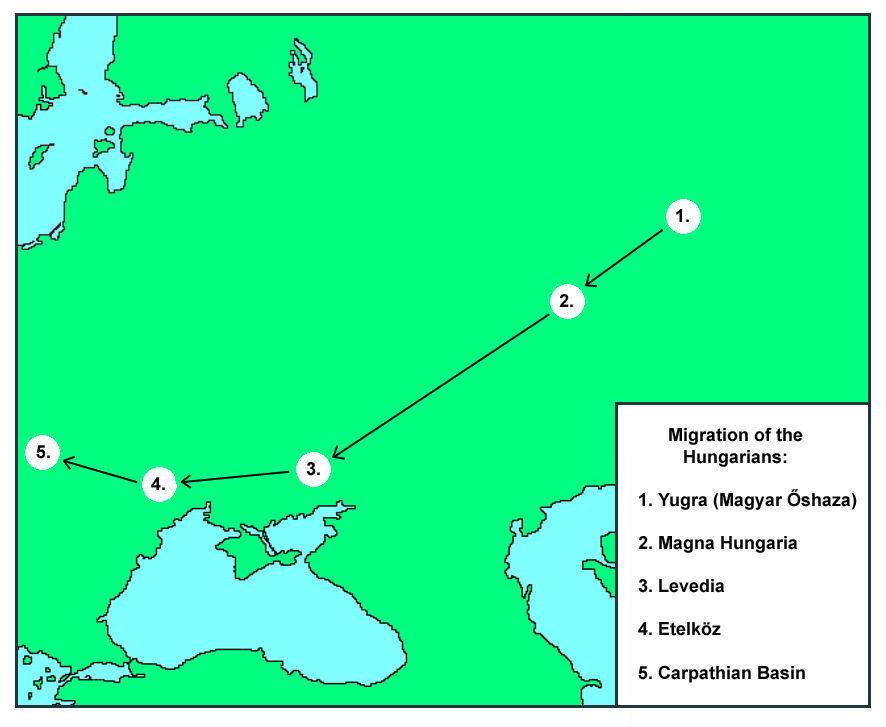
Maďarská migrace
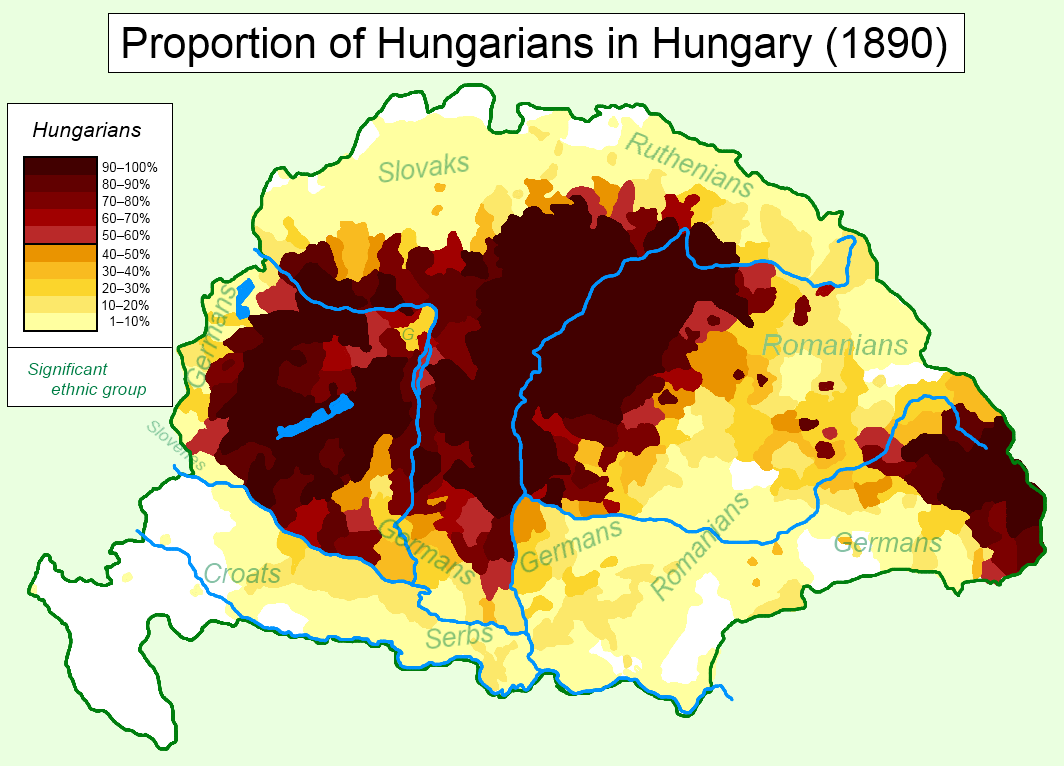
Maďarská populace podle sčítání lidu z roku 1890
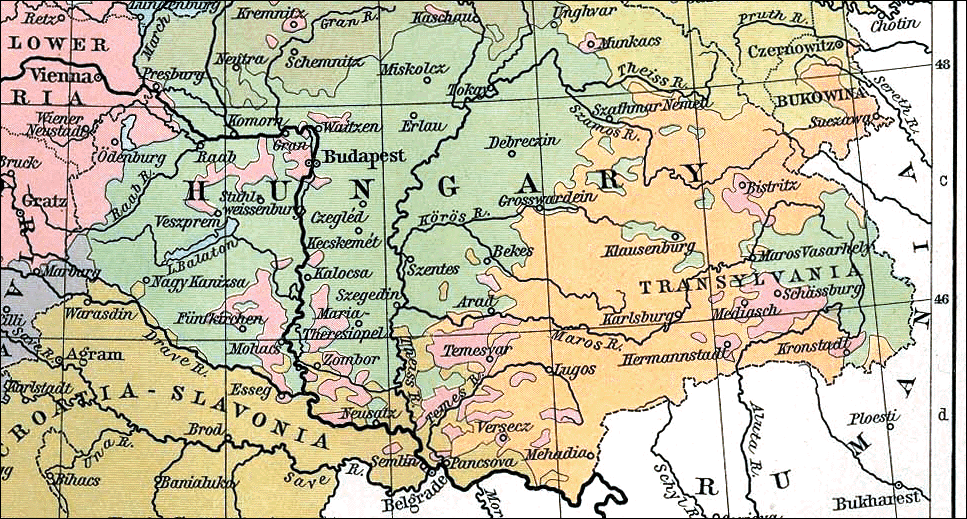
Maďaři v roce 1911
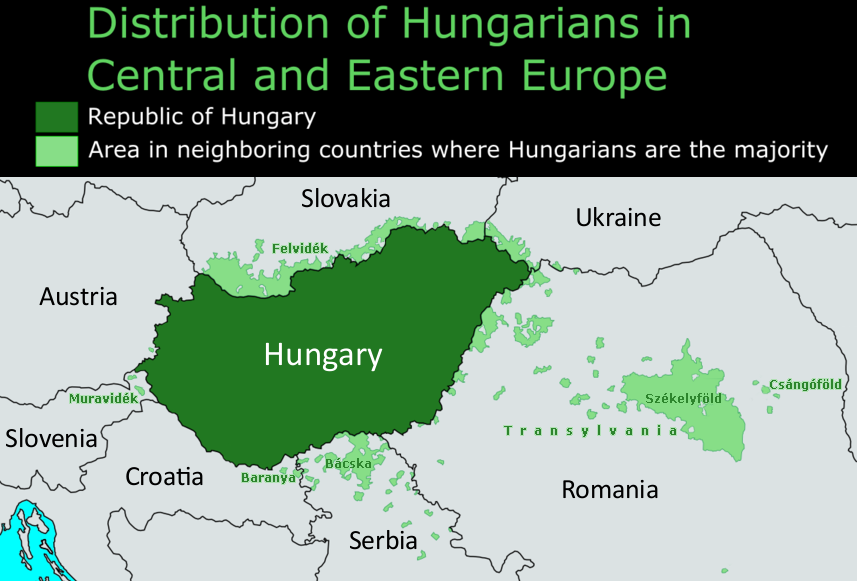
Maďaři, 21. století
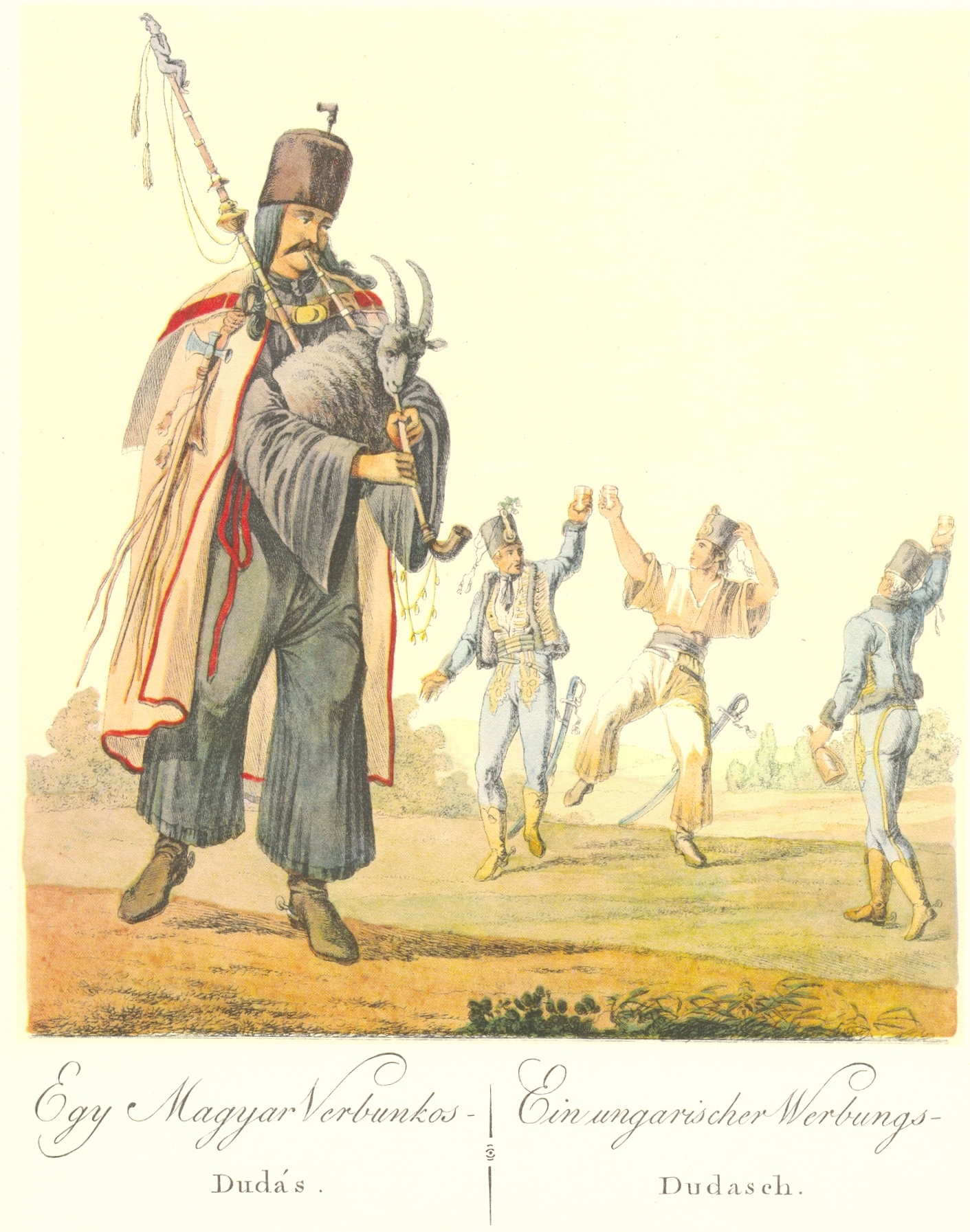
Maďarský verbuňk, mužský tanec, 1816
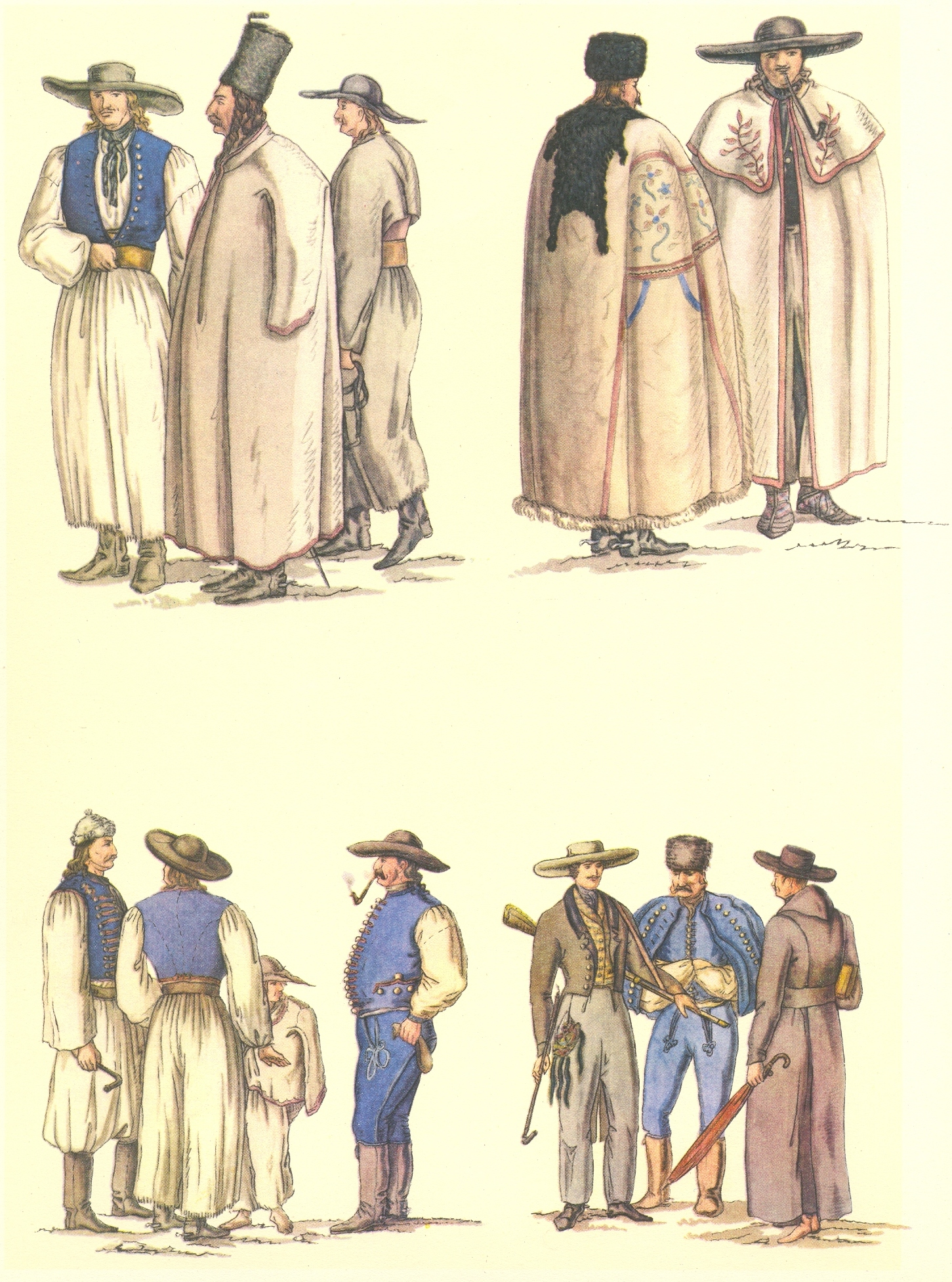
Maďarské kroje kolem roku 1822
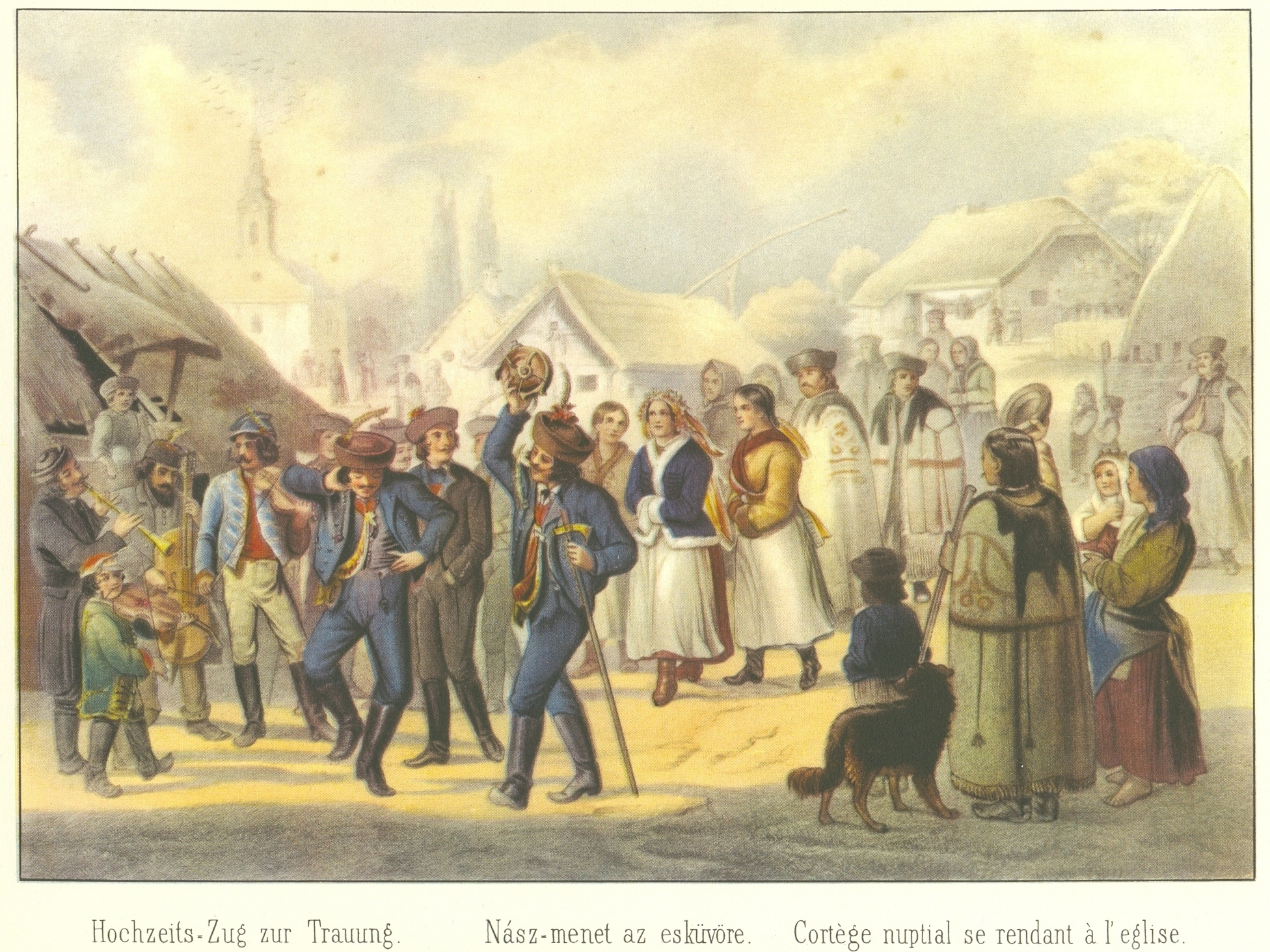
Maďarská svatba roku 1855